# Stenarella brykella
Stenarella brykella är en stekelart som beskrevs av Per Abraham Roman 1943. Stenarella brykella ingår i släktet Stenarella och familjen brokparasitsteklar. Inga underarter finns listade i Catalogue of Life.